# Mary Steenburgen
Cet article possède un paronyme, voir Steenbergen (homonymie).
Mary Steenburgen est une actrice et productrice américaine née le 8 février 1953 à Newport (Arkansas).
Révélée par Jack Nicholson dans la comédie western En route vers le sud (1978), elle est récompensée de l'Oscar de la meilleure actrice dans un second rôle grâce à son interprétation dans la comédie dramatique Melvin and Howard (1980).
Elle a joué dans plus d'une cinquantaine de films (Ragtime, Gilbert Grape, Retour vers le futur 3, Nixon…) et séries télévisées (Le Monde de Joan, Justified, The Last Man on Earth…).
Épouse de Ted Danson, elle possède, depuis 2009, son étoile sur le Walk of Fame à Hollywood.

## Biographie

### Enfance
Mary Steenburgen est née à Newport en Arkansas le 8 février 1953. Elle est diplômée du Neighborhood Theatre de New York. Au Manhattan Theatre Club, elle fonde une troupe de théâtre, les Cracked Tokens qui rencontre un certain succès. Elle fut, un temps, la voisine de Steve Martin.

### Débuts et révélation
Remarquée par Jack Nicholson, il lui offre son premier rôle dans En route vers le sud. Cette comédie, sortie en 1978, lui permet de se faire remarquer et lui vaut une nomination lors de la 35e cérémonie des Golden Globes,. L'année suivante, elle donne la réplique à son futur mari, Malcolm McDowell, dans le film fantastique C'était demain réalisé par Nicholas Meyer. 
La décennie suivante, elle joue régulièrement, le rôle d'une épouse ou d'une mère de famille, tournant pour de grands cinéastes et aux côtés d'acteurs renommés : elle impressionne dans le drame Ragtime (1981) avec James Cagney; elle joue dans la comédie Comédie érotique d'une nuit d'été (1982) réalisée par Woody Allen dans lequel elle occupe un rôle secondaire aux côtés de Mia Farrow et José Ferrer ; mais aussi la comédie dramatique Un drôle de Noël (1985) dont elle est la vedette avec Gary Basaraba et Harry Dean Stanton ; ou encore le thriller Froid comme la mort (1987) d'Arthur Penn avec Jan Rubes et Roddy McDowall et enfin la comédie noire qu'elle porte aux côtés d'Holly Hunter, Miss Firecracker (1989).
En 1987, elle joue dans une pièce de Philip Barry, Holiday à Londres aux côtés de Malcolm McDowell et Cherie Lunghi.
Elle s'impose surtout dans un registre dramatique en remportant l'Oscar de la meilleure actrice dans un second rôle à la suite de son interprétation de Lynda Dummar dans Melvin and Howard de Jonathan Demme. Ce film raconte la rencontre d'un jeune paumé et désœuvré avec un milliardaire excentrique, Howard Hughes incarné par Jason Robards. Suivront, entre autres, Marjorie (1983), un film biographique sur l’écrivaine Marjorie Kinnan Rawlings à qui elle prête ses traits, le film est sélectionné en compétition officielle au Festival de Cannes ainsi qu'End of the Line (1987) de Jay Russell pour lequel elle officie aussi en tant que productrice exécutive. 
Les années 1990 sont marquées par des projets commerciaux, comme lorsqu'elle est à l'affiche de Retour vers le futur 3 (1990) dans lequel elle incarne Clara Clayton et qui lui permet de redonner la réplique à Christopher Lloyd dont elle joue, à nouveau, l'intérêt amoureux comme dans En route vers le sud. Ce troisième volet clôt la trilogie Retour vers le futur commencée avec Retour vers le futur (1985) et suivie de Retour vers le futur 2 (1989). Le film connaît un important succès commercial. Mais aussi Une maison de fous (1994) de Bob Clark, partageant la vedette aux côtés de Charles Grodin et Kieran Culkin. Elle seconde également Demi Moore et Jeff Daniels dans la comédie fantastique La Femme du boucher (1991).   

Puis, elle donne la réplique aux jeunes montants Johnny Depp, Juliette Lewis et Leonardo DiCaprio dans le drame Gilbert Grape de Lasse Hallström sorti en 1993,. La même année, elle joue dans un autre drame salué, Philadelphia avec Tom Hanks et Denzel Washington en vedettes,. Suivront aussi, Powder avec Sean Patrick Flanery, Nixon de Oliver Stone avec Anthony Hopkins et Rêves de famille de Gregory Nava, tous sortis en 1995.  

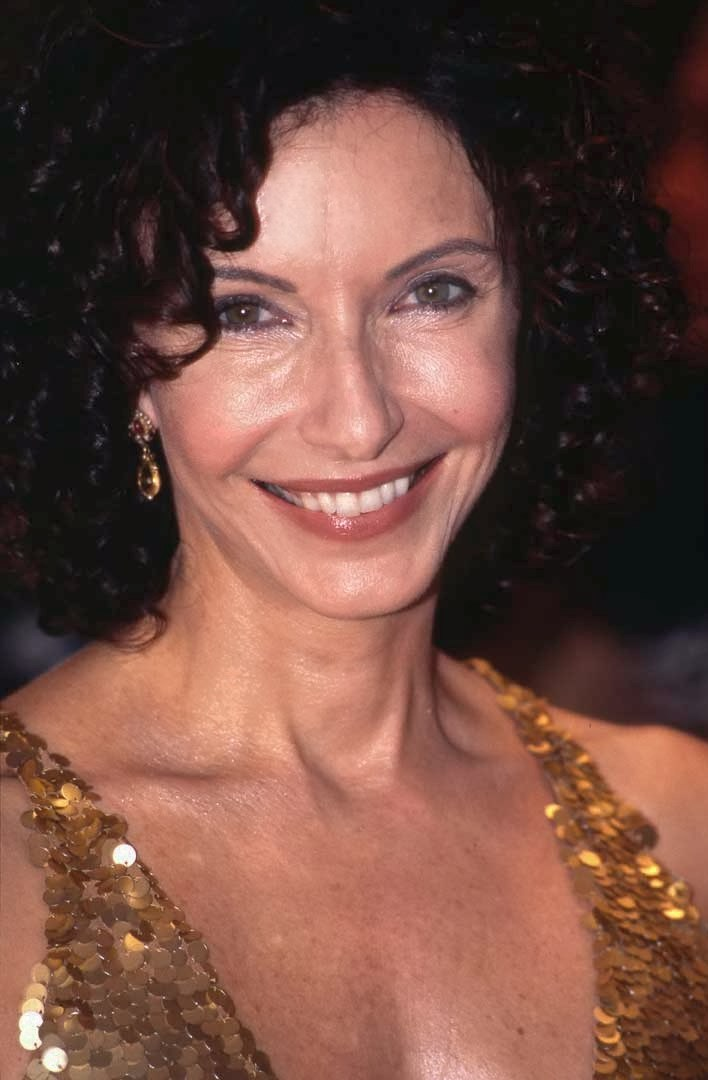
En décembre 2000.

Après quelques expériences, anecdotiques, à la télévision, la deuxième moitié des années 1990 est essentiellement destinée aux séries télévisées. En effet, elle joue dans les mini-séries remarquées Les Voyages de Gulliver et L'Arche de Noé. La première est diffusée en 1996, elle est adaptée des Voyages de Gulliver de Jonathan Swift. Elle y joue aux côtés de son second époux, Ted Danson. La production remporte cinq Emmy Awards et lui permet d’évoluer aux côtés de nombreuses vedettes comme Peter O'Toole, Geraldine Chaplin, Isabelle Huppert et Kristin Scott Thomas. La seconde, pour le réseau NBC, date de 1999 et lui permet de donner la réplique à Jon Voight. Cette année-là, elle est nommée au Screen Actors Guild Award de la meilleure actrice dans une mini-série ou un téléfilm à la suite de son interprétation dans le téléfilm dramatique Des fleurs pour Sarah. 
Entre-temps, elle est productrice exécutive et actrice principale, aux côtés de Ted Danson, dans la sitcom A la une, arrêtée au bout d'une saison.

### Télévision et seconds rôles

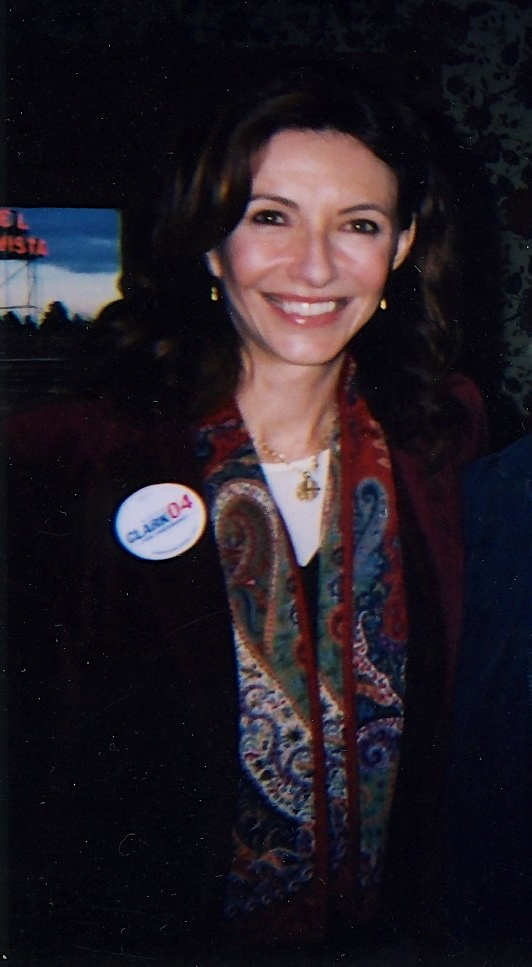
Photographiée en 2004.

Les années 2000 seront celles des rôles secondaires. Elle apparaît régulièrement dans Larry et son nombril, mais c'est l'année 2001 qui marque son retour sur le grand écran lorsqu'elle est à l'affiche du drame familial La Maison sur l'océan de Irwin Winkler avec Kevin Kline. Cette année-là, elle est aussi à l'affiche d'Un bébé sur les bras, La Trompette magique et Sam, je suis Sam.   
En 2002, elle retourne au lycée North Little Rock dans l'état de l'Arkansas, pour y enseigner le théâtre, afin de respecter sa promesse faite aux parents de l'adolescente, Thea Leopoulos, tuée dans un accident de la circulation en 2001.  
Elle rejoint ensuite la distribution principale de la série télévisée dramatique de CBS, Le Monde de Joan avec Amber Tamblyn et Joe Mantegna. Elle incarne la mère de l'héroïne principale qui voit et parle à Dieu au travers de différentes personnes. Élue meilleure série télévisée dramatique lors des People's Choice Awards, la série lui permet de remporter le Satellite Award de la meilleure actrice dans un second rôle dans une série télévisée. Faute d'audiences suffisantes, le programme est cependant arrêté au bout de deux saisons.   
Ses prochains longs métrages connaissent des sorties discrètes : En 2006, elle est à l'affiche de The Dead Girl de Karen Moncrieff aux côtés de Toni Collette, Brittany Murphy et Marcia Gay Harden. L'année suivante, elle joue dans l'indépendant Elvis and Anabelle avec Max Minghella et Blake Lively mais aussi la série B Le Prix de la rançon avec Alan Rickman et Eliza Dushku, la comédie Givré ! portée par Matthew Perry et le film d'action À vif réalisé par Neil Jordan avec Jodie Foster en vedette.   
En 2007, elle se lance aussi dans une carrière musicale. Elle prend des cours de solfège, compose des chansons et déménage avec sa famille à Nashville.    

En 2008, elle joue dans la comédie familiale Tout... sauf en famille réalisée par Seth Gordon ainsi que la potache Frangins malgré eux avec Will Ferrell et John C. Reilly.    

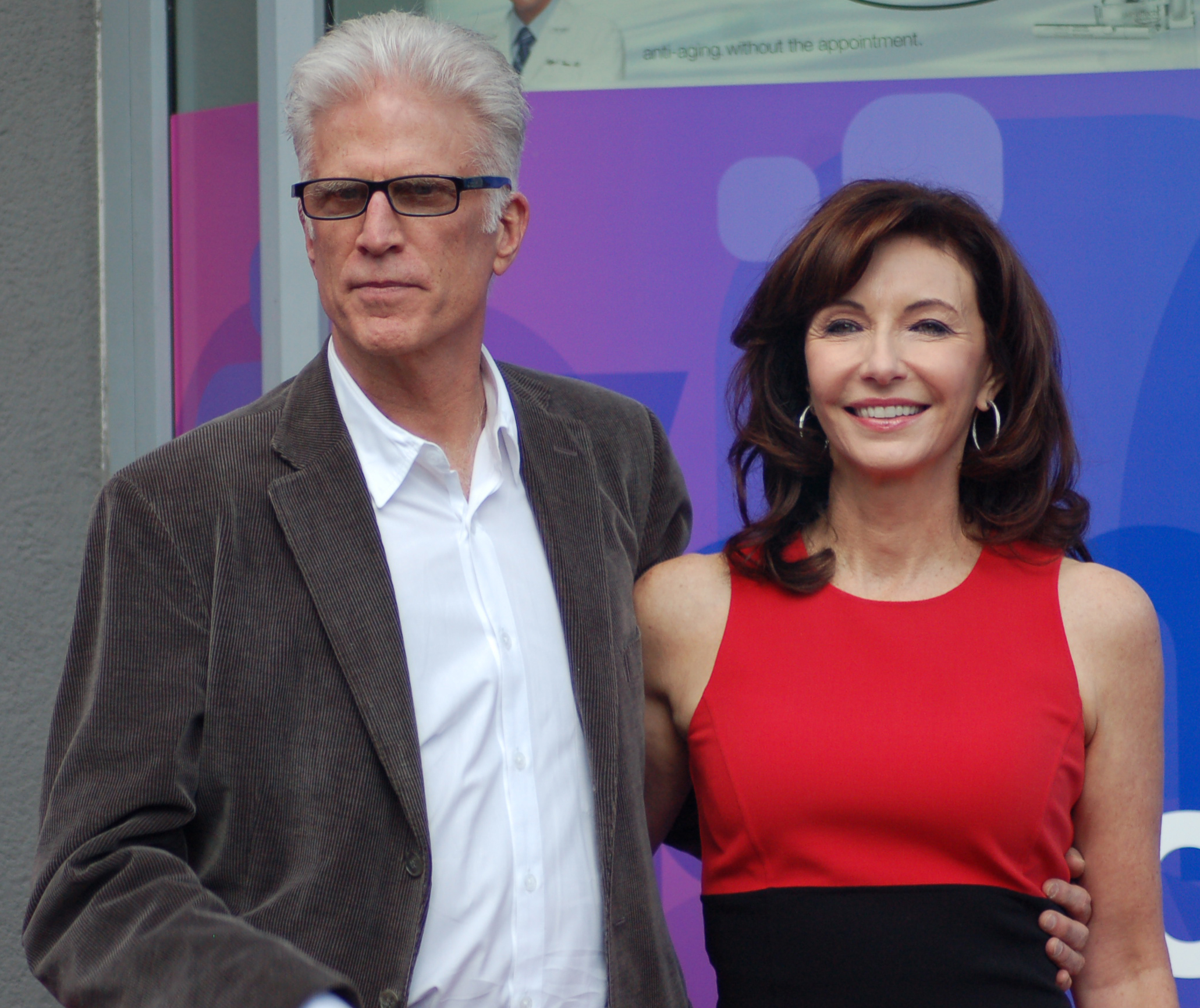
Accompagnée de son mari, l'acteur et producteur Ted Danson, lors de la remise de son étoile sur le célèbre Walk of Fame, en 2009.

En 2009, elle reçoit sa propre étoile sur le célèbre Walk of Fame (Hollywood),. La même année, avec Craig T. Nelson, ils incarnent les parents de Ryan Reynolds qui fait face à Sandra Bullock dans la comédie romantique La Proposition qui rencontre un franc succès. Elle joue aussi dans une comédie du même acabit dans Où sont passés les Morgan ? portés par le duo Sarah Jessica Parker et Hugh Grant et elle est le premier rôle féminin de Dans la brume électrique avec Tommy Lee Jones et John Goodman comme têtes d'affiche.    
En 2010, elle est rattachée à la série télévisée comique du grand réseau ABC, Southern Discomfort avec Don Johnson et Sophia Bush mais le projet ne dépasse finalement pas le stade de pilote. L'année suivante, elle apparaît dans quelques épisodes de la saison 3 de Bored to Death du réseau HBO, portée par Ted Danson. Elle y incarne une coach vocal.   Puis, après le rejet d'Outlaw Country, elle joue un rôle récurrent dans la série FX, Wilfred, incarnant la mère d'Elijah Wood.   
Avant cela, elle est un second rôle de La Couleur des sentiments. Réalisé par Tate Taylor, il s'agit d'une adaptation du roman éponyme de Kathryn Stockett. Le film est salué par les critiques et permet à la distribution principale d'être récompensée à plusieurs reprises.   

### Rôles réguliers
En 2012, elle rejoint la distribution récurrente de la sixième saison de 30 Rock, elle y joue la mère d'Elizabeth Banks. L'année suivante, elle joue dans Last Vegas, une comédie de Jon Turteltaub portée par le quatuor de comédiens vétérans Michael Douglas, Robert De Niro, Morgan Freeman et Kevin Kline.    
En 2014, elle joue dans l'indépendant The One I Love avec Mark Duplass et Elisabeth Moss. L'année d'après, elle donne la réplique à Robert Redford, Nick Nolte et Emma Thompson dans la comédie dramatique Randonneurs amateurs. Et en 2016, elle joue un second rôle dans le drame présenté au Festival du film de Tribeca, The Book of Love avec Maisie Williams et Jessica Biel.   
Parallèlement, elle s'illustre dans la cinquième saison de Justified afin d'incarner la femme de Jere Burns,, ainsi que dans la série Netflix, plébiscitée par les critiques, Orange Is the New Black. Elle décroche aussi un rôle dans la série comique The Last Man on Earth. Initialement récurrente, elle est promue membre de la distribution principale dès la seconde saison. La série est annulée en 2018, après quatre saisons.      
Cette année-là, elle fait un retour exposé au cinéma en étant l'une des têtes d'affiche de la comédie Le Book Club aux côtés d'actrices renommées comme Diane Keaton, Jane Fonda et Candice Bergen,. La même année, elle joue dans le drame sélectionné aux festivals de Toronto (TIFF), Rotterdam (IFFR) et Deauville, Katie Says Goodbye avec la révélation britannique Olivia Cooke.  
En 2019, elle reçoit les éloges de la critique en tant qu'auteur de la chanson  de country Glasgow dans le film indépendant Wild Rose,. L'année suivante, elle apparaît en tant que guest-star dans Grace et Frankie et The Good Place, puis elle décroche un rôle régulier dans la série familiale Zoey et son incroyable Playlist.

### Vie privée

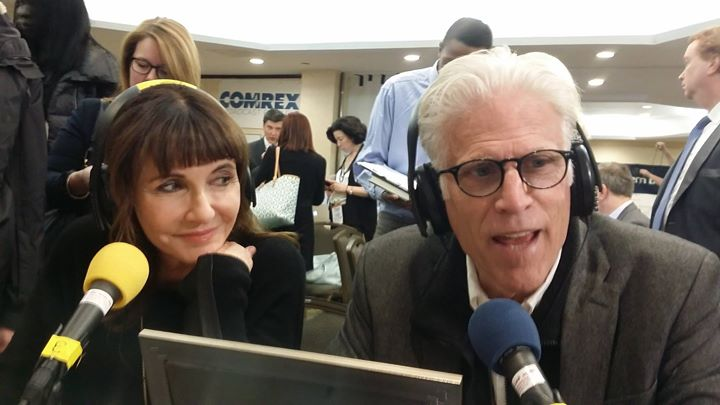
En 2016, avec Ted Danson.

Elle a été mariée à l'acteur Malcolm McDowell de 1980 à 1990. Ils ont eu ensemble deux enfants : Lilly Amanda (née le 31 janvier 1981) et Charles Malcolm (né le 10 juillet 1983). Mary Steenburgen est mariée à l'acteur Ted Danson depuis 1995, ils se sont rencontrés sur le tournage du film Pontiac Moon sorti en 1994. Ils sont proches de la famille Clinton qui fut invitée à leur mariage.

## Filmographie

### En tant que actrice

#### Cinéma
- 1978 : En route vers le sud de Jack Nicholson : Julia Tate / Moon
- 1979 : C'était demain (Time After Time) de Nicholas Meyer : Amy Robbins
- 1980 : Melvin and Howard de Jonathan Demme : Lynda Dummar
- 1981 : Ragtime de Miloš Forman : Maman
- 1982 : Comédie érotique d'une nuit d'été (A Midsummer Night's Sex Comedy) de Woody Allen : Adrian
- 1983 : Cross Creek de Martin Ritt : Marjorie Kinnan Rawlings
- 1983 : La Fille sur la banquette arrière (Romantic Comedy) de Arthur Miller : Phoebe Craddock
- 1985 : Un drôle de Noël (One Magic Christmas) de Phillip Borsos : Ginnie Hanks Grainger
- 1987 : Froid comme la mort (Dead of Winter) de Arthur Penn : Julie Rose / Katie McGovern / Evelyn
- 1987 : Les Baleines du mois d'août (The Whales of August) de Lindsay Anderson : Sarah, jeune
- 1987 : End of the Line de Jay Russell : Rose Pickett
- 1989 : Miss Firecracker de Thomas Schlamme : Elain Rutledge
- 1989 : Portrait craché d'une famille modèle (Parenthood) de Ron Howard : Karen Buckman
- 1990 : Retour vers le futur 3 (Back to the Future Part III) de Robert Zemeckis : Clara Clayton
- 1990 : Le Chemin de la liberté (The Long Walk Home) de Richard Pearce : La narratrice (voix)
- 1991 : La Femme du boucher (The Butcher's Wife) de Terry Hughes : Stella Keefover
- 1993 : Gilbert Grape (What's Eating Gilbert Grape) de Lasse Hallström : Betty Carver
- 1993 : Philadelphia de Jonathan Demme : Belinda Conine
- 1994 : Clifford de Paul Flaherty : Sarah Davis
- 1994 : Une maison de fous (It Runs in the Family) de Bob Clark : Mrs Parker (Mother)
- 1994 : Pontiac Moon de Peter Medak : Katherine Bellamy
- 1995 : Rêves de famille (My Family) de Gregory Nava : Gloria
- 1995 : The Grass Harp de Charles Matthau : Sœur Ida
- 1995 : Powder de Victor Salva : Jessie Caldwell
- 1995 : Nixon de Oliver Stone : Hannah Nixon
- 2001 : Un  bébé sur les bras de David Seltzer : Estelle
- 2001 : La Trompette magique (The Trumpet of the Swan) de Terry L. Noss et Richard Rich : Maman (voix)
- 2001 : La Maison sur l'océan (Life as a House) de Irwin Winkler : Colleen Beck
- 2001 : Sam, je suis Sam (I Am Sam) de Jessie Nelson : Dre Blake
- 2001 : Wish You Were Dead de Valerie McCaffrey : Sally Rider
- 2002 : Sunshine State de John Sayles : Francine Pinkney
- 2002 : Mrs. Pilgrim Goes to Hollywood de Nick Rogers : Mary
- 2003 : Hope Springs de Mark Herman : Joanie Fisher
- 2003 : Casa de los babys de John Sayles : Gayle
- 2003 : Elfe (Elf) de Jon Favreau : Emily
- 2005 : Marilyn Hotchkiss' Ballroom Dancing and Charm School de Randall Miller : Marienne Hotchkiss
- 2006 : Inland Empire de David Lynch : Visiteur #2
- 2006 : The Dead Girl de Karen Moncrieff : Beverley, la mère de Leah
- 2007 : Elvis and Anabelle de Will Geiger : Geneva
- 2007 : Nobel Son de Randall Miller : Sarah Michaelson
- 2007 : Givré ! (Numb) de Harris Goldberg : Dr Cheryl Blaine
- 2007 : À vif (The Brave One) de Neil Jordan : Carol
- 2007 : Honeydripper de John Sayles : Amanda Winship
- 2008 : Frangins malgré eux (Step Brothers) de Adam McKay : Nancy Huff
- 2008 : Tout... sauf en famille (Four Christmases) de Seth Gordon : Marilyn, la mère de Kate
- 2009 : Dans la brume électrique (In the Electric Mist) de Bertrand Tavernier : Bootsie Robicheaux
- 2009 : La Proposition (The Proposal) d'Anne Fletcher : Grace Paxton
- 2009 : The Open Road de Michael Meredith : Katherine
- 2009 : Où sont passés les Morgan ? (Did you Hear about the Morgans?) de Marc Lawrence : Emma Wheeler
- 2010 : Dirty Girl de Abe Sylvia : Peggy
- 2011 : La Couleur des sentiments (The Help) de Tate Taylor : Elaine Stein
- 2013 : Brahim Bulls de Mahesh Pailoor : Helen West
- 2013 : Last Vegas de Jon Turteltaub : Diana
- 2013 : Le Conte de la princesse Kaguya de Isao Takahata : la narratrice (voix)
- 2014 : Song One de Kate Barker-Froyland : Karen
- 2014 : The One I Love de Charlie McDowell : Maman (voix)
- 2015 : Randonneurs amateurs (A Walk in the Woods) de Ken Kwapis : Jeannie
- 2016 : The Book of Love de Bill Purple : Julia Mureaux
- 2016 : (Dean) de Demetri Martin : Carol
- 2016 : Katie Says Goodbye de Wayne Roberts : Maybelle
- 2017 : The Discovery de Charlie McDowell : la journaliste
- 2017 : I Do... Until I Don't de Lake Bell : Cybil
- 2018 : Le Book Club (Book Club) de Bill Holderman : Carol
- 2018 : Antiquities de Daniel Campbell : Dre Margot
- 2020 : Ma belle-famille, Noël et moi (Happiest Season) de Clea DuVall : Tipper Caldwell
- 2021 : Nightmare Alley de Guillermo del Toro : Miss Kimball
- 2023 : Book Club: The Next Chapter de Bill Holderman : Carol

#### Télévision

##### Séries télévisées
- 1983 : Faerie Tale Theatre : Mary / Le petit chaperon rouge (1 épisode)
- 1985 : Tender Is the Night  : Nicole Warren Diver (mini-série, 6 épisodes)
- 1991 - 1992 : Retour vers le futur (Back to the Future), série télévisée d'animation : Clara Clayton Brown (voix, 25 épisodes)
- 1995 : Frasier : Marjorie (voix, 1 épisode)
- 1996 - 1997 : À la une (Ink) : Kate Montgomery (22 épisodes)
- 1996 : Les Voyages de Gulliver (Gulliver's Travels) : Mary Gulliver (mini-série, 2 épisodes)
- 1999 : L'Arche de Noé (Noah's Ark) : Naamah (mini-série, 2 épisodes)
- 2000 - 2017 : Larry et son Nombril (Curb Your Enthusiasm) : Mary Steenburgen (6 épisodes)
- 2002 : New York, unité spéciale : Grace Rinato (saison 3, épisode 21)
- 2003 - 2005 : Le Monde de Joan (Joan of Arcadia) : Helen Girardi (45 épisodes)
- 2004 : Becker : une patiente (saison 6, épisode 13)
- 2009 : Happiness Isn't Everything : Audrey Veill (pilote non retenu par CBS)
- 2010 : Southern Discomfort (pilote non retenu par ABC)
- 2011 : Robot Chicken : Athena (voix, 1 épisode)
- 2011 : Bored to death : Josephine (saison 3, 4 épisodes)
- 2011 - 2013 : Wilfred  : Katherine Newman (4 épisodes)
- 2012 : 30 Rock : Diana Jessup (saison 6, 5 épisodes)
- 2014 - 2015 : Justified : Katherine Hale (13 épisodes)
- 2015 : Togetherness : Linda (2 épisodes)
- 2015 - 2017 : Orange Is the New Black : Delia Powell (6 épisodes)
- 2015 - 2018 : The Last Man on Earth : Gail Klosterman (57 épisodes)
- 2016 : Blunt Talk : Margaret Rudolph (4 épisodes)
- 2018 : The Conners : Marcy Bellinger (1 épisode)
- 2019 : On Becoming a God in Central Florida : Ellen Jay Bonar (2 épisodes)
- 2019 - 2020 : Bless the Harts : Crystalynn Poole (voix, 4 épisodes)
- 2020 : Grace et Frankie : Miriam (saison 6, 2 épisodes)
- 2020 : The Good Place : la professeur de guitare de Michael (saison 4, 1 épisode)
- 2020 : Zoey et son incroyable playlist : Maggie Clarke (la mère de Zoey)

##### Téléfilms
- 1988 : Journal d'Anne Frank (The Attic: The Hiding of Anne Frank) de John Erman : Miep Gies
- 1994 : The Gift de Laura Dern : Catherine
- 1998 : Des fleurs pour Sarah (About Sarah) de Susan Rohrer : Sarah Elizabeth McCaffrey
- 2000 : Picnic de Ivan Passer : Rosemary Sydney
- 2002 : Apparitions (Living with the Dead) de Stephen Gyllenhaal : Detective Karen Condrin
- 2004 : Un amour dans la tourmente (It Must Be Love) de Steven Schachter : Clem Gazelle
- 2004 : Capital City de Spenser Hill : Elaine Summer
- 2007 : Reinventing the Wheelers de Lawrence Trilling : Claire Wheeler
- 2012 : Gangsters de Adam Arkin et Michael Dinner : Anastasia Lee
- 2015 : Sept jours en enfer de Jake Szymanski : Louisa Poole
- 2015 : Jim Henson's Turkey Hollow de Kirk R. Thatcher (en) : Tante Cly

### En tant que productrice

#### Cinéma
- 1988 : End of the Line de Jay Russell (film)
- 2006 : Bye Bye Benjamin de Charlie McDowell (film)
- 2008 : The Evening Journey de Ye'ela Rosenfeld (court métrage)

#### Télévision
- 1996 : À la une (Ink) (série télévisée, 22 épisodes)

## Distinctions
Note : Cette section récapitule les principales récompenses et nominations obtenues par Mary Steenburgen, pour une liste plus complète, se référer au site IMDb.
- Depuis le 16 décembre 2009, elle possède sa propre étoile sur le célèbre Walk of Fame (Hollywood).

### Récompenses
- Saturn Awards 1980 : meilleure actrice pour C'était demain
- Kansas City Film Critics Circle Awards 1980 : meilleure actrice dans un second rôle pour Melvin et Howard
- Los Angeles Film Critics Association Awards 1980 : meilleure actrice dans un second rôle pour Melvin et Howard
- New York Film Critics Circle Awards 1980 : meilleure actrice dans un second rôle pour Melvin et Howard
- Boston Society of Film Critics 1981 : meilleure actrice dans un second rôle pour Melvin et Howard
- Golden Globe 1981 : meilleure actrice dans un second rôle pour Melvin et Howard
- National Society of Film Critics Awards 1981 : meilleure actrice dans un second rôle pour Melvin et Howard
- Oscars 1981 : meilleure actrice dans un second rôle pour Melvin et Howard
- Satellite Awards 2004 : meilleure actrice dans un second rôle dans une série télévisée dramatique pour Le monde de Joan
- Temecula Valley International Film Festival 2005 : Lifetime Achievement Award
- Black Film Critics Circle 2011 : meilleure distribution pour La couleur des sentiments
- Hollywood Film Awards 2011 : meilleure distribution pour La couleur des sentiments
- National Board of Review 2011 : meilleure distribution pour La couleur des sentiments
- Satellite Awards 2011 : meilleure distribution pour La couleur des sentiments
- Southeastern Film Critics Association Awards 2011 : meilleure distribution pour La couleur des sentiments
- Women Film Critics Circle Awards 2011 : meilleure distribution pour La couleur des sentiments
- Nevada Film Critics Society 2012 : meilleure distribution pour La couleur des sentiments
- Gold Derby Awards 2012 : meilleure distribution pour La couleur des sentiments
- Screen Actors Guild Awards 2012 : meilleure distribution pour La couleur des sentiments
- Georgia Film Critics Association 2020 : meilleure chanson originale pour Glasgow dans Wild Rose
- Hollywood Critics Association 2020 : meilleure chanson originale pour Glasgow dans Wild Rose
- Houston Film Critics Society Awards 2020 : meilleure chanson originale pour Glasgow dans Wild Rose

### Nominations
- Golden Globes 1979 : meilleure actrice pour En route vers le Sud
- Golden Globes 1982 : meilleure actrice dans un second rôle pour Ragtime
- 39e cérémonie des British Academy Film Awards 1986 : meilleure actrice dans un rôle principal pour Tender Is the Night
- Prix Génie 1986 : meilleure actrice pour Un drôle de Noël
- Primetime Emmy Awards 1988 : meilleure actrice dans une mini-série ou un téléfilm pour Journal d'Anne Frank
- Chicago Film Critics Association 1990 : meilleure actrice dans un second rôle pour Miss Firecracker
- Saturn Awards 1991 : meilleure actrice dans un second rôle pour  Retour vers le futur 3
- Screen Actors Guild Awards 1996 : meilleure distribution pour Nixon
- Screen Actors Guild Awards 1999 : meilleure actrice dans une mini-série ou un téléfilm pour Des fleurs pour Sarah
- Gold Derby Awards 2004 : meilleure actrice dans un second rôle pour Le monde de Joan
- Gold Derby Awards 2005 : meilleure actrice dans un second rôle pour Le monde de Joan
- Denver Film Critics Society 2020 : meilleure chanson originale pour Glasgow dans Wild Rose
- Gold Derby Awards 2020 : meilleure chanson originale pour Glasgow dans Wild Rose

## Voix francophones

### En France
| - Martine Irzenski dans : - Tender Is the Night (1985) - Gilbert Grape (1993) - The Dead Girl (2006) - Frangins malgré eux (2008) - 30 Rock (2012) - Dean (2016) - Mariés... mais pas trop (2017) - Ma belle-famille, Noël et moi (2020) - Frédérique Tirmont dans : - Retour vers le futur 3 (1990) - Powder (1995) - Le Monde de Joan (2003-2005) - Tout... sauf en famille (2008) - La Proposition (2009) - Évelyn Séléna dans : - Ragtime (1981) - Les Voyages de Gulliver (1996) - New York, unité spéciale (2002) - Monique Nevers dans : - À la une (1996-1997) - Apparitions (2002) - Zoey et son incroyable playlist (2020-2021) - Danièle Douet dans : - Bored to Death (2009-2011) - Outlaw Country (2012) - Justified (2014-2015) | - Élisabeth Fargeot dans : - Un bébé sur les bras (2001) - Togetherness (2015) - Ivana Coppola dans : - À vif (2007) - La Couleur des sentiments (2011) - Frédérique Cantrel dans : - Philadelphia (1993) - Nightmare Alley (2021) Et aussi - Françoise Dorner dans En route vers le sud (1978) - Béatrice Delfe dans C'était demain (1979) - Perrette Pradier dans Comédie érotique d'une nuit d'été (1982) - Annie Balestra dans Froid comme la mort (1987) - Liliane Patrick dans Portrait craché d'une famille modèle (1989) - Anne Jolivet dans Elfe (2003) - Marie-Armelle Deguy dans Dans la brume électrique (2009) - Françoise Vallon dans Où sont passés les Morgan ? (2009) - Béatrice Agenin dans Last Vegas (2013) - Maïté Monceau dans The Last Man on Earth (2015-2018) - Isabelle Desplantes dans Blunt Talk (2016) - Sylvie Feit dans Le Book Club (2018) - Dominique Vallée dans Grace et Frankie (2020) - Faïda Lovero dans The Good Place (2020) - Blanche Ravalec dans Book Club: The Next Chapter (2023) |

### Au Québec
| - Nathalie Coupal dans : - Clifford - Le Prix de la rançon - L'Épreuve du courage - Figé - Demi-frères - Quatre Noël - La Proposition - Où sont passés les Morgan ? - La Couleur des sentiments - Virée à Vegas - Promenons-nous dans les bois - Notre plus belle saison - Club de lecture : Le chapitre suivant | - Élise Bertrand dans : - Philadelphie - The Grass Harp - L'enfant du tonnerre - Élizabeth Lesieur dans : - Nixon - La Maison sur la falaise - Le Lutin |